# 第71回英国アカデミー賞
第71回英国アカデミー賞（だい71かいえいこくアカデミーしょう）は、2017年の映画を対象としており、2018年2月18日にロンドンのロイヤル・アルバート・ホールで授賞式が行われた。

## 受賞とノミネート
ノミネートは2018年1月10日に発表された。太字が受賞。
| 作品賞 | 監督賞 |
| --- | --- |
| - 『スリー・ビルボード』 - 『君の名前で僕を呼んで』 - 『ウィンストン・チャーチル/ヒトラーから世界を救った男』 - 『ダンケルク』 - 『シェイプ・オブ・ウォーター』 | - ギレルモ・デル・トロ - 『シェイプ・オブ・ウォーター』 - ドゥニ・ヴィルヌーヴ - 『ブレードランナー 2049』 - ルカ・グァダニーノ - 『君の名前で僕を呼んで』 - クリストファー・ノーラン - 『ダンケルク』 - マーティン・マクドナー - 『スリー・ビルボード』                                                                   |
| 主演男優賞 | 主演女優賞 |
| - ゲイリー・オールドマン - 『ウィンストン・チャーチル/ヒトラーから世界を救った男』 - ジェイミー・ベル - 『リヴァプール、最後の恋』 - ティモシー・シャラメ - 『君の名前で僕を呼んで』 - ダニエル・デイ＝ルイス - 『ファントム・スレッド』 - ダニエル・カルーヤ - 『ゲット・アウト』 | - フランシス・マクドーマンド - 『スリー・ビルボード』 - アネット・ベニング - 『リヴァプール、最後の恋』 - サリー・ホーキンス - 『シェイプ・オブ・ウォーター』 - マーゴット・ロビー - 『アイ,トーニャ 史上最大のスキャンダル』 - シアーシャ・ローナン - 『レディ・バード』                                                  |
| 助演男優賞 | 助演女優賞 |
| - サム・ロックウェル - 『スリー・ビルボード』 - ウィレム・デフォー - 『フロリダ・プロジェクト 真夏の魔法』 - ヒュー・グラント - 『パディントン2』 - ウディ・ハレルソン - 『スリー・ビルボード』 - クリストファー・プラマー - 『ゲティ家の身代金』 | - アリソン・ジャネイ - 『アイ,トーニャ 史上最大のスキャンダル』 - レスリー・マンヴィル - 『ファントム・スレッド』 - ローリー・メトカーフ - 『レディ・バード』 - クリスティン・スコット・トーマス - 『ウィンストン・チャーチル/ヒトラーから世界を救った男』 - オクタヴィア・スペンサー - 『シェイプ・オブ・ウォーター』     |
| オリジナル脚本賞 | 脚色賞 |
| - マーティン・マクドナー - 『スリー・ビルボード』 - ギレルモ・デル・トロ、ヴァネッサ・テイラー - 『シェイプ・オブ・ウォーター』 - グレタ・ガーウィグ - 『レディ・バード』 - ジョーダン・ピール - 『ゲット・アウト』 - スティーヴン・ロジャース - 『アイ,トーニャ 史上最大のスキャンダル』                                                                                             | - ジェームズ・アイヴォリー - 『君の名前で僕を呼んで』 - サイモン・ファーナビー、ポール・キング - 『パディントン2』 - マット・グリーンハルシュ - 『リヴァプール、最後の恋』 - アーマンド・イアヌッチ、イアン・マーティン、デヴィッド・シュナイダー - 『スターリンの葬送狂騒曲』 - アーロン・ソーキン - 『モリーズ・ゲーム』 |
| 撮影賞 | 新人賞 |
| - ロジャー・ディーキンス - 『ブレードランナー 2049』 - ブリュノ・デルボネル - 『ウィンストン・チャーチル/ヒトラーから世界を救った男』 - ホイテ・ヴァン・ホイテマ - 『ダンケルク』 - ダン・ローストセン - 『シェイプ・オブ・ウォーター』 - ベン・デイヴィス - 『スリー・ビルボード』                                                                                                   | - en:Rungano Nyoni、Emily Morgan - 『en:I Am Not a Witch』 - Gareth Tunley、Jack Healy Guttman、en:Tom Meeten - 『The Ghoul』 - ジョニー・ハリス、Thomas Napper - 『Jawbone』 - Lucy Cohen - 『Kingdom of Us』 - Alice Birch、William Oldroyd、en:Fodhla Cronin O'Reilly - 『Lady Macbeth』                                |
| 英国作品賞 | ドキュメンタリー賞 |
| - 『スリー・ビルボード』 - 『ウィンストン・チャーチル/ヒトラーから世界を救った男』 - 『スターリンの葬送狂騒曲』 - 『ゴッズ・オウン・カントリー』 - 『Lady Macbeth』 - 『パディントン2』 | - 『私はあなたのニグロではない』 - 『ラッカは静かに虐殺されている』 - 『イカロス』 - 『不都合な真実2 放置された地球』 - 『ジェーン』 |
| 作曲賞 | 音響賞 |
| - アレクサンドル・デスプラ - 『シェイプ・オブ・ウォーター』 - en:Benjamin Wallfisch、ハンス・ジマー - 『ブレードランナー 2049』 - ダリオ・マリアネッリ - 『ウィンストン・チャーチル/ヒトラーから世界を救った男』 - ハンス・ジマー - 『ダンケルク』 - ジョニー・グリーンウッド - 『ファントム・スレッド』                                                                              | - 『ダンケルク』 - 『ベイビー・ドライバー』 - 『ブレードランナー 2049』 - 『シェイプ・オブ・ウォーター』 - 『スター・ウォーズ/最後のジェダイ』 |
| プロダクションデザイン賞 | 特殊視覚効果賞 |
| - en:Paul Denham Austerberry、en:Jeff Melvin、en:Shane Vieau - 『シェイプ・オブ・ウォーター』 - en:Sarah Greenwood、en:Katie Spencer - 『美女と野獣』 - デニス・ガスナー、en:Alessandra Querzola - 『ブレードランナー 2049』 - en:Sarah Greenwood、en:Katie Spencer - 『ウィンストン・チャーチル/ヒトラーから世界を救った男』 - ネイサン・クロウリー、en:Gary Fettis - 『ダンケルク』 | - 『ブレードランナー 2049』 - 『ダンケルク』 - 『シェイプ・オブ・ウォーター』 - 『スター・ウォーズ/最後のジェダイ』 - 『猿の惑星: 聖戦記』 |
| 衣裳デザイン賞 | メイクアップ&ヘア賞 |
| - マーク・ブリッジス - 『ファントム・スレッド』 - ジャクリーヌ・デュラン - 『美女と野獣』 - ジャクリーヌ・デュラン - 『ウィンストン・チャーチル/ヒトラーから世界を救った男』 - Jennifer Johnson - 『アイ,トーニャ 史上最大のスキャンダル』 - en:Luis Sequeira - 『シェイプ・オブ・ウォーター』                                                                                        | - 『ウィンストン・チャーチル/ヒトラーから世界を救った男』 - 『ブレードランナー 2049』 - 『アイ,トーニャ 史上最大のスキャンダル』 - 『ヴィクトリア女王 最期の秘密』 - 『ワンダー 君は太陽』 |
| 編集賞 | 非英語作品賞 |
| - 『ベイビー・ドライバー』 - 『ブレードランナー 2049』 - 『ダンケルク』 - 『シェイプ・オブ・ウォーター』 - 『スリー・ビルボード』 | - 『お嬢さん』 - 『エル ELLE』 - 『最初に父が殺された』 - 『ラブレス』 - 『セールスマン』 |
| アニメ映画賞 | 短編アニメ賞 |
| - 『リメンバー・ミー』 - 『ゴッホ 最期の手紙』 - 『ぼくの名前はズッキーニ』 | - 『Poles Apart』 - 『Have Heart』 - 『Mamoon』 |
| 短編実写賞 | EEライジング・スター賞 |
| - 『Cowboy Dave』 - 『Aamir』 - 『Bronco』 - 『A Drowning Man』 - 『Work』 - 『Wren Boys』 | - ダニエル・カルーヤ - フローレンス・ピュー - ジョシュ・オコナー - テッサ・トンプソン - ティモシー・シャラメ |

### フェローシップ賞
- リドリー・スコット

### 功労賞
- 国立映画テレビ学校（英語版）

## 統計
複数候補
- 12: 『シェイプ・オブ・ウォーター』
- 9: 『ウィンストン・チャーチル/ヒトラーから世界を救った男』、『スリー・ビルボード』
- 8: 『ダンケルク』、『ブレードランナー 2049』
- 5: 『アイ,トーニャ 史上最大のスキャンダル』
- 4: 『君の名前で僕を呼んで』、『ファントム・スレッド』
- 3: 『パディントン2』、『リヴァプール、最後の恋』、『レディ・バード』
- 2: 『ゲット・アウト』、『スター・ウォーズ/最後のジェダイ』、『スターリンの葬送狂騒曲』、『美女と野獣』、『ベイビー・ドライバー』、『Lady Macbeth』

複数受賞
- 5: 『スリー・ビルボード』
- 3: 『シェイプ・オブ・ウォーター』
- 2: 『ウィンストン・チャーチル/ヒトラーから世界を救った男』、『ブレードランナー 2049』